# Officer och leende ung kvinna
Officer och leende ung kvinna är en oljemålning av  Johannes Vermeer från omkring 1657.

## Beskrivning av målningen
I en scen i ett obestämt rum sitter en uppvaktande officer i holländska republikens uniform med hatt i halvskugga vid ett bord med ryggen mot betraktaren. En ung kvinna sitter leende snett emot honom, belyst genom ett öppet blyinfattat fönster, med överkroppen lätt framåtlutad mot officeren. I händerna håller hon om ett vinglas som står på bordet. 
På väggen bakom den unga kvinnan hänger en stor karta. I flera av Vermeers målningar förekommer kartor på väggar, och jordglober på bord, återgivna så detaljerat att det ofta är möjligt att identifiera exakt vilka kartutgåvor det rör sig om. Kartan i Officer och leende ung kvinna är en karta över Holland och västra Friesland publicerad 1621 och ritad av Willem Janszoon Blaeu, en av Tycho Brahes lärjungar. Vermeer var tydligen fäst vid denna karta eftersom den förekommer i tre av hans målningar. Kanske fanns denna karta i hans ägo, eller den tidigare versionen, ritad av Balthasar Florisz van Berckenrode. 
Det har diskuterats om Johannes Vermeers hustru Catharina Bolnes suttit modell för kvinnan i målningen.

## Proveniens
Målningen tros vara en av dem som från början ägts av Pieter van Ruijven i Delft, och efter dennes död 1674 av först hans änka Maria de Knuijt och från 1681 av dottern och senare av svärsonen Jacob Dissius. Den såldes på auktion efter Dissius i maj 1696 till okänd köpare.
Målningen såldes, attribuerad till Pieter de Hooch, på auktion i London efter Charles Scarisbrick sale i maj 1861 till Lee Mainwaring och senare såld till konstsamlaren Léopold Double (1812–1881) i Paris. Efter honom såldes den i Paris i maj 1881 till den ryske prinsen Paul Demidoff av San Donato (1839–85) i Villa Pratolino nära Florens. Därefter ägdes den av Samuel S. Joseph i London till 1891 och därefter av dennes änka till 1900, då den köptes av Henry Clay Frick.
Målningen hänger idag i Frick Collection i New York i USA.